# Glyphoglossus huadianensis
Glyphoglossus huadianensis — вид жаб родини карликових райок (Microhylidae). Описаний у 2021 році.

## Поширення
Ендемік Китаю. Поширений у горах Каншань у Далі-Байській автономній префектурі в провінції Юньнань.

## Опис
Розмір тіла дорослого самця до 37,8 мм; зіниця округла; надбарабанна складка чітка; тимпан прихований; кінчики пальців ніг тупі; підсуглобні горбки виступаючі й округлі; широкі лямки для ніг; присутній зовнішній плесновий горбок; спинка горбкувата, жовтувато-коричнева і земляно-жовта; є пара помітних великих круглих плям в паху.